# فرانك جيل
فرانك جيل (بالإنجليزية: Frank Gill)‏ هو دبلوماسي وسياسي نيوزلندي، ولد في 31 يناير 1917 في ويلينغتون في نيوزيلندا، وتوفي في 1 مارس 1982 في أوكلاند في نيوزيلندا. حزبياً، نشط في الحزب الوطني في نيوزيلندا. وقد انتخب عضو مجلس النواب النيوزيلندي.